# Ministerstwo Finansów Indii
Ministerstwo Finansów Indii – ministerstwo odpowiadające za prowadzenie polityki finansowej Indii.
Mieści się w kompleksie rządowym w Raisina Hill w Nowym Delhi.
Obecnym ministrem spraw zagranicznych jest Arun Jaitley.

## Lista ministrów finansów Indii
Poniższa tabela zawiera listę wszystkich ministrów finansów Indii, od uzyskania przez ten kraj niepodległości w 1947.
| Imię i nazwisko         | Zdjęcie | Od                   | Do                   | Partia                 | Uwagi                              |
| ----------------------- | ------- | -------------------- | -------------------- | ---------------------- | ---------------------------------- |
| R.K. Shanmukham Chetty  |         | 15 sierpnia 1947     | 22 września 1948     | INC                    |                                    |
| John Matthai            |         | 22 września 1948     | 26 maja 1950         | INC                    |                                    |
| Chintaman Deshmukh      |         | 26 maja 1950         | 24 lipca 1956        | INC                    |                                    |
| Jawaharlal Nehru        |         | 24 lipca 1956        | 30 sierpnia 1956     | INC                    | pierwszy raz, jednocześnie premier |
| T.T. Krishnamachari     |         | 30 sierpnia 1956     | 13 lutego 1958       | INC                    | pierwszy raz                       |
| Jawaharlal Nehru        |         | 13 lutego 1958       | 13 marca 1958        | INC                    | drugi raz, jednocześnie premier    |
| Morarji Desai           |         | 13 marca 1958        | 29 sierpnia 1963     | INC                    | pierwszy raz                       |
| T.T. Krishnamachari     |         | 29 sierpnia 1963     | 31 grudnia 1965      | INC                    | drugi raz                          |
| Sachindra Chaudhuri     |         | 31 grudnia 1965      | 13 marca 1967        | INC                    |                                    |
| Morarji Desai           |         | 13 marca 1967        | 16 lipca 1969        | INC                    | drugi raz                          |
| Indira Gandhi           |         | 16 lipca 1969        | 27 czerwca 1970      | INC                    | jednocześnie premier               |
| Yashwantrao Chavan      |         | 27 czerwca 1970      | 10 października 1974 | INC                    |                                    |
| Chidambaram Subramaniam |         | 10 października 1974 | 27 marca 1977        | INC                    |                                    |
| H.M. Patel              |         | 27 marca 1977        | 24 stycznia 1979     | Janata                 |                                    |
| Charan Singh            |         | 24 stycznia 1979     | 28 lipca 1979        | Janata                 |                                    |
| Hemwati Nandan Bahuguna |         | 28 lipca 1979        | 14 stycznia 1980     | Janata Party (Secular) |                                    |
| Ramaswamy Venkataraman  |         | 14 stycznia 1980     | 15 stycznia 1982     | INC                    |                                    |
| Pranab Mukherjee        |         | 15 stycznia 1982     | 31 grudnia 1984      | INC                    | pierwszy raz                       |
| Vishwanath Pratap Singh |         | 31 grudnia 1984      | 24 stycznia 1987     | INC                    |                                    |
| Rajiv Gandhi            |         | 24 stycznia 1987     | 25 lipca 1987        | INC                    |                                    |
| Narain Dutt Tiwari      |         | 25 lipca 1987        | 25 czerwca 1988      | INC                    |                                    |
| Shankarrao Chavan       |         | 25 czerwca 1988      | 5 grudnia 1989       | INC                    |                                    |
| Madhu Dandavate         |         | 5 grudnia 1989       | 21 listopada 1990    | Janata Dal             |                                    |
| Yashwant Sinha          |         | 21 listopada 1990    | 21 czerwca 1991      | Samajwadi Janata Party | pierwszy raz                       |
| Manmohan Singh          |         | 21 czerwca 1991      | 16 maja 1996         | INC                    | pierwszy raz                       |
| Jaswant Singh           |         | 16 maja 1996         | 1 czerwca 1996       | Indyjska Partia Ludowa | pierwszy raz                       |
| Palaniappan Chidambaram |         | 1 czerwca 1996       | 21 kwietnia 1997     | Tamil Maanila Congress | pierwszy raz                       |
| Inder Kumar Gujral      |         | 21 kwietnia 1997     | 1 maja 1997          | Janata Dal             |                                    |
| Palaniappan Chidambaram |         | 1 maja 1997          | 19 marca 1998        | Tamil Maanila Congress | drugi raz                          |
| Yashwant Sinha          |         | 19 marca 1998        | 1 lipca 2002         | Indyjska Partia Ludowa | drugi raz                          |
| Jaswant Singh           |         | 1 lipca 2002         | 22 maja 2004         | Indyjska Partia Ludowa | drugi raz                          |
| Palaniappan Chidambaram |         | 23 maja 2004         | 30 listopada 2008    | INC                    | trzeci raz                         |
| Manmohan Singh          |         | 30 listopada 2008    | 23 maja 2009         | INC                    | drugi raz                          |
| Pranab Mukherjee        |         | 24 stycznia 2009     | 26 czerwca 2012      | INC                    | drugi raz                          |
| Manmohan Singh          |         | 26 czerwca 2012      | 31 lipca 2012        | INC                    | trzeci raz                         |
| Palaniappan Chidambaram |         | 31 lipca 2012        | 26 maja 2014         | INC                    | czwarty raz                        |
| Arun Jaitley            |         | 27 maja 2014         |                      | Indyjska Partia Ludowa |                                    |